# Амнезија
Амнезија је губитак памћења одређеног временског раздобља или одређених догађаја. Најчешће се јавља као посљедица трауме мозга или патолошких промјена у неким можданим подручјима, али може се јавити и као посљедица претераног узимања психоактивних средстава или интензивног неугодног чувства (нпр. стрес). Може бити привремена или трајна. Органски узроковане амнезије обично доводе до заборављања свега што се у одређеном раздобљу збило, док психогено условљене амнезије доводе до немогућности сјећања само неких догађаја.
Још један вид амнезије је немогућност замишљања будућности. Скорашња проучавања америчке Националне академије наука показала су да људи са оштећеним хипокампусом, који болују од амнезије, не могу да замисле будуће догађаје. То се дешава зато што се људи, када замишљају будуће догађаје, користе својим претходним искуством да би исконструисали потенцијалне будуће догађаје. На примјер, људи који покушавају да замисле шта ће вечерас да се дешава на забави припомажу се својим претходним искуствима на забавама да би што боље исконструисали шта ће се отприлике дешавати на овој.
Једно од могућих објашњења настанка феномена амнезије је да је у питању дефицит у процесу консолидације. Консолидација је процес помоћу којег се тренутне промене у активности мозга преводе у перманентне структурне промене мозга, нпр. формирање нових неуралних синапси.
На први поглед консолидациона теорија боље објашњава процес формирања нове меморије него ретроградни поремећај меморије. С друге стране ова теорија претпоставља да је консолидација процес који траје и више година тако да меморија која се односи на догађаје непосредно пре амнезије није у потпуности консолидована и подложна је губљењу. Ипак, неке особе са амнезијом су способне да уче што говори да се теорија консолидације односи само на неке врсте информација.
Студије случаја такође показују да је амнезија типично повезана са оштећењем медијалног темпоралног режња. Поред тога, специфичне области хипокампуса (регија ЦА1) су укључене у памћење. Истраживања су такође показала да када су подручја диенцефалона оштећена, може доћи до амнезије. Недавне студије су показале корелацију између недостатка RbAp48 протеина и губитка памћења. Научници су успели да открију да мишеви са оштећеном меморијом имају нижи ниво протеина RbAp48 у поређењу са нормалним, здравим мишевима. Код људи са амнезијом, способност да се присете тренутних информација је и даље задржана, и можда ће и даље моћи да формирају нова сећања. Међутим, може се приметити значајно смањење способности учења новог материјала и преузимања старих информација. Људи могу научити нова процедурална знања. Поред тога, припремање (и перцептуално и концептуално) може помоћи амнезијацима у учењу свежег недекларативног знања. Појединци са амнезијом такође задржавају значајне интелектуалне, језичке и друштвене вештине упркос дубоким оштећењима у способности да се присете специфичних информација са којима су се сусрели у претходним епизодама учења.

## Подјела по функцији
Амнезија према функцији може бити антероградна или ретроградна:
- Антероградна амнезија је вид обољења код којег се нови догађаји, смјештени у привремену меморију, не преносе у трајну. Обољели од ове врсте амнезије се већ након кратког временског рока не сјећа догађаја који су претходили тренутним, тј. заборавља „у лету“.
- Ретроградна амнезија је такав вид амнезије у којој обољели уопште не може да се сјети неког догађаја или низа догађаја који су се десили у прошлости, и нема везе са уобичајеном, нормалном заборавношћу.

Наведена два облика амнезије се раздвајају из потребе описивања симптома, али се оба могу манифестовати и код једног истог пацијента. Примјер комбиноване амнезије (ретроградне и антероградне) може бити мотоциклиста који након удеса не може да се сјети своје вожње мотоцикла прије удеса (ретроградна), али не може ни да запамти (и касније се не сјећа) својих разговора са родбином у наредним данима у болници (антероградна).

## Подјела по узроку
- Посттрауматска амнезија је најчешће узрокована повредама главе (нпр. након пада, јаког ударца итд.). Оваква амнезија је обично пролазна, али може бити и стална, антероградног типа, ретроградног или комбинованог. Трајање амнезије зависи од јачине повреде, и на основу трајања се може предвидјети рок за опоравак других можданих функција узрокованих истом повредом. Благе трауме, попут нефаталног саобраћајног удеса, могу проузроковати заборављање догађаја прије удеса, због наглог прекидања преноса из привремене у трајну меморију. Због тога се може десити и да жртва удеса заборави лица одређених људи, догађаје итд.[17]
- Дисоцијативна амнезија је узрокована психолошким проблемима (дакле невезано са физичким озљеђењима, обољењима и заразама, које се све називају органским амнезијама). У овај тип спадају:[18]
  - Потиснуто сјећање је контроверзна теорија по којој обољели не може да се сјети одређених догађаја јер су били трауматични, попут жестоког насиља или силовања. Догађаји су смјештени у трајну меморију, али особа не може да им свјесно приступи због психолошког механизма самоодбране. Дотичне особе су у потпуности способне да памте будуће догађаје, и чак постоји могућност да дјелимично или потпуно приступе и трауматичним успоменама. Овај вид заборављања је у потпуности различит од антероградне амнезије, јер се у овом случају догађај смјестио у трајну меморију али особа не може да му приступи, те постоји могућност опоравка, док код антероградне меморија догађаји нису ни успјели да буду смјештени у трајну меморију, потпуно су избрисани, и особа ни касније неће моћи никад да их се сјети.
  - Дисоцијативна фуга (раније позната под називом психогена фуга) је узрокована психолошком траумом и обично је краткотрајна, те се не може медицински третирати, и због тога се може периодично враћати.[19][20][21] Мерков приручник описује овај вид амнезије као „периодичне нападе амнезије у којој особа не може да се сјети нечега или свега из своје прошлости, може потпуно да изгуби свој идентитет, праћена наглим, неочекиваним, намјерним одласком од куће“[22]. Иако је у филмовима и белетристици врло популарна, врло је ријетка.
  - Постхипнотичка амнезија је заборављање ствари које су се дешавале за вријеме или прије хипнозе.[23][24]
  - Селективна амнезија је обољење које се манифестује „исјецканим“, фрагментисаним сјећањем.
  - Инфантилна амнезија је распрострањена, а манифестује се губљењем сјећања догађаја из времена дјетињиства. Иако је Зигмунд Фројд овај тип амнезије повезивао са потиснутом сексуалношћу, неки други стручњаци сматрају да је повезана са развојем језика или непотпуно сазрелим одређеним дијеловима мозга.[25][26]
- Тренутна глобална амнезија је добро документована медицинска и клиничка појава. Овај облик амнезије се издваја по томе што се абнормалности у хипокампусу могу уочити користећи посебан облик магнетне резонанце, тзв. „дифузну магнетну резонанцу“. Симптоми обично трају краће од једног дана, и обично није праћена никаквим неуролошким дефицитима. Узрок није сасвим јасан, и спекулише се о смањеном протоку крви у крвним судовима, физичким повредама или нетипичним облицима мигрене. Пацијенти се обично не сјећају догађаја у протеклих неколико минута или више, али нормално памте догађаје у наредним тренуцима.
- Изворна амнезија је поремећај у памћењу када особа може да се сјети одређених података, али не може да се сјети гдје их је добила.[27]
- „Синдром неповјерења у меморију“ је кованица психолога Гисли Гудјонсон, која описује ситуацију у којој особа не вјерује сопственом сјећању.
- Црнина у сјећању се често дешава због великог уноса алкохола у организам у кратком временском року, и ова амнезија може бити и антероградног и ретроградног типа.
- Корсаковљев синдром може бити узрокован дуготрајним алкохолизмом или неправилном исхраном. Недостатак витамина Б1 узрокује оштећење мозга и не може се излијечити ако се не промијени унос алкохола или не поправи исхрана, у зависности од узрока. Уз овај тип амнезије обично иду и други неуролошки проблеми; тако, Корсаковљев синдром је обично повезан са конфабулацијом.[28][29]